# Ancistrodes
Ancistrodes là một chi rêu trong họ Meteoriaceae.